# Gare de Heggedal
La gare de Heggedal est une gare ferroviaire située près du village de Heggedal dans la commune d'Asker. Elle fut inaugurée en 1874 comme faisant partie de la ligne Christiania - Drammenbanen.

## Situation ferroviaire
Établie à 99 mètres d'altitude, la gare de Heggedal est située au point kilométrique (PK) 29,34 de la ligne de Spikkestad, entre les gares ouvertes de Gullhella et de Røyken.

## Histoire
Le 18 octobre 2002, un accident fut évité de justesse lorsque le train qui venait de Spikkestad commença à partir alors que celui en provenance d'Asker entrait en gare. Il ne s'en fallut que de quelques mètres.

## Service des voyageurs

### Accueil
Halte, sans personnel permanent, elle dispose d'une salle d'attente, ouverte du lundi au vendredi, d'un abri et d'automates pour l'achat de titres de transport.

### Desserte
Heggedal est desservie par les trains de la relation Spikkestad - Lillestrøm. C'est une desserte de type train de banlieue cadencée.

### Intermodalité
Un parc couvert pour les vélos et un parking pour les véhicules (160 places) y sont aménagés.